# Brigada Flores Magon
Brigada Flores Magon war eine französische Punk-Band aus Paris. Die Mitglieder der Band kamen aus der militanten Punk- und Redskin-Szene und spielten Streetpunk mit oft politischen, von Anarchismus und revolutionären Ideen geprägten Texten. Der Name der Band ist eine Hommage an den mexikanischen Revolutionär Ricardo Flores Magón, der ihrer Meinung nach einer der Väter des Antiimperialismus und Vordenker des Anarchismus war. Sie veröffentlichten vier Studioalben und spielten nach eigenen Angaben über 500 Konzerte in verschiedenen Ländern.

## Geschichte
In den 1990er Jahren wurde die Band von Mitgliedern der französischen Redskin-Szene gegründet. Nach einigen Demos veröffentlichten sie 1999 zusammen mit Opció K-95 ihr erstes Split-Album. Mit ihrem ersten vollständigen Album 2000 Brigada Flores Magon wurden sie dann auch einem größeren Publikum bekannt. 2002 und 2003 folgten dann die zwei Alben Anges Gardiens und Rock or Die. Im November 2007 veröffentlichte die Band das Album Tout pour tous. Im Juni 2010 verkündete die Gruppe ihre Auflösung.

## Diskografie
Alben
- 1999: International Socialism EP (Split mit Opció K-95)
- 2000: Brigada Flores Magon
- 2002: Anges Gardiens
- 2003: Rock or Die
- 2007: Tout pour tous mit DVD Un Bout de Route